# 2008 TC3

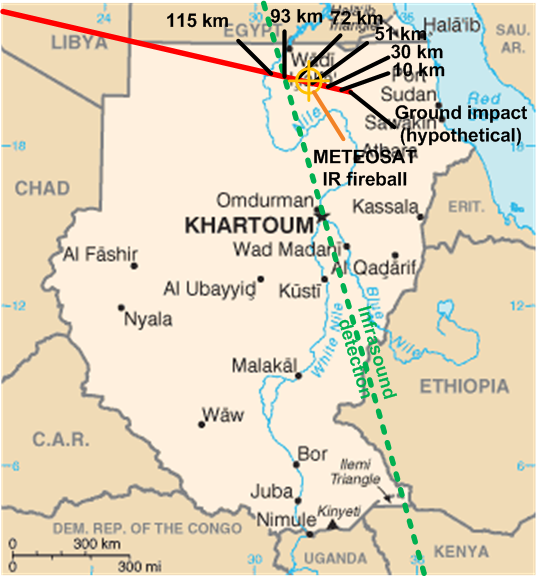
Afbeelding van Soedan met in het rood het pad dat 2008 TC3 volgde. In het oranje is de locatie van een vuurbal weergegeven en in het groen de infrageluid detectie van de explosie.

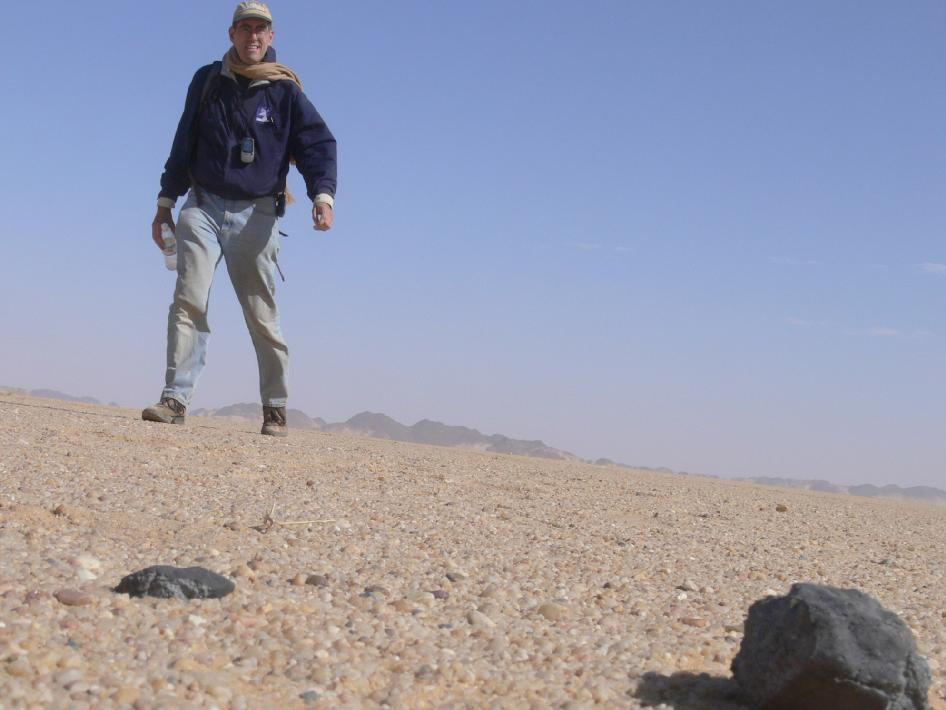
Fragment van 2008 TC3, gevonden op 28 februari 2009 door Peter Jenniskens, met hulp van studenten en staf van de Universiteit van Khartoum. Nubische woestijn, Soedan.

2008 TC3 was een kleine planetoïde die op 7 oktober 2008 als meteoor insloeg boven Noord-Soedan. De planetoïde was de dag ervoor al ontdekt door de Catalina Sky Survey, waarmee dit het eerst ontdekte object was waarvan vooraf bekend was dat deze de aarde zou gaan raken. Uit de schijnbare magnitude was meteen al duidelijk dat het object zeer klein was en dat het waarschijnlijk in de aardatmosfeer uit elkaar zou vallen. Daarnaast was de baan zodanig dat de inslag in een dunbevolkt gebied in Noordoost-Afrika zou plaatsvinden. Dit laatste was ook het geval, van de inslag zelf is geen schade gemeld. Vanaf de grond zijn geen beelden vastgelegd, wel zijn er satellietopnamen, ooggetuigenverslagen van een felle lichtflits, het spoor van de meteoor en de schokgolf in de atmosfeer.
Uit de waarnemingen is afgeleid waar eventuele brokstukken neergekomen zouden moeten zijn, een zoekexpeditie heeft ongeveer 280 fragmenten teruggevonden met een totaalgewicht van 5 kilo.